# Latinitas Sinica
Latinitas Sinica (chinesisch 拉丁语言文化中心, Pinyin Lādīng Yǔyán Wénhuà Zhōngxīn) ist ein Institut des Nationalen Forschungszentrums für Auslandssinologie der Pekinger Fremdsprachenuniversität.
Das Institut ist spezialisiert auf Studium und Förderung der lateinischen Sprache und ist das erste lateinische Studienzentrum in China.
Latinitas Sinica organisiert Latein-Sommerkurse und pflegt Kontakte zu Institutionen außerhalb Chinas, die die klassische Antike zum Forschungsschwerpunkt haben. Darunter ist besonders die Fakultät für christliche und klassische Literaturwissenschaften in Rom hervorzuheben.
Latinitas Sinica veranstaltet auch Gesangsvorführungen für lateinische Lieder wie zum Beispiel Gaudeamus igitur; Panis angelicus und die lateinische Version der Europahymne.
Einer der Berater von Latinitas Sinica ist der österreichische Latinist Leopold Leeb, der an der Chinesischen Volksuniversität u. a. Latein, Altgriechisch, Althebräisch und Literaturgeschichte unterrichtet.
Der gegenwärtige Direktor ist der italienische Theologe und Sinologe Michele Ferrero, der 2014 eine chinesische Latein-Grammatik für chinesische Studenten herausgab: „拉丁语基础教程 Lingua Latina ad Sinenses Discipulos Accomodata“.